# Chironomus pseudomendax
Chironomus pseudomendax är en tvåvingeart som beskrevs av Wulker 1999. Chironomus pseudomendax ingår i släktet Chironomus och familjen fjädermyggor.
Artens utbredningsområde är Sverige. Det är osäkert om arten förekommer i Sverige. Inga underarter finns listade i Catalogue of Life.